# Municipio de Perry (condado de Lake)
El municipio de Perry (en inglés: Perry Township) es un municipio ubicado en el condado de Lake en el estado estadounidense de Ohio. En el año 2010 tenía una población de 8999 habitantes y una densidad poblacional de 22,89 personas por km².

## Geografía
El municipio de Perry se encuentra ubicado en las coordenadas 41°49′4″N 81°6′22″O / 41.81778, -81.10611. Según la Oficina del Censo de los Estados Unidos, el municipio tiene una superficie total de 393.14 km², de la cual 60.41 km² corresponden a tierra firme y (84.63%) 332.73 km² es agua.

## Demografía
Según el censo de 2010, había 8999 personas residiendo en el municipio de Perry. La densidad de población era de 22,89 hab./km². De los 8999 habitantes, el municipio de Perry estaba compuesto por el 95.94% blancos, el 0.68% eran afroamericanos, el 0.1% eran amerindios, el 0.64% eran asiáticos, el 0.01% eran isleños del Pacífico, el 1.43% eran de otras razas y el 1.19% pertenecían a dos o más razas. Del total de la población el 4% eran hispanos o latinos de cualquier raza.